# Beata Rusinowska
Beata Małgorzata Rusinowska z domu Siedlecka (ur. 27 czerwca 1967 w Żyrardowie) – polska samorządowiec, działaczka kulturalna i polityk, posłanka na Sejm VI i VII kadencji (2010–2011, 2014–2015).

## Życiorys
Ukończyła Liceum Ogólnokształcące im. Stefana Żeromskiego w Żyrardowie, następnie zaś studia na Wydziale Humanistycznym Wyższej Szkoły Rolniczo-Pedagogicznej w Siedlcach. Jest absolwentką studiów podyplomowych z dziedziny kierowania instytucjami samorządowymi i organizacjami pozarządowymi (na Uniwersytecie Warszawskim) oraz z dziedziny kontroli administracji (w Wyższej Szkole Humanistycznej im. Aleksandra Gieysztora w Pułtusku).
Od 1989 zatrudniona w ZDK „Resursa”, następnie zaś w Centrum Kultury w Żyrardowie, w tym jako jego dyrektor. W 1990 uzyskała mandat radnej Żyrardowa z ramienia Komitetu Obywatelskiego, następnie zasiadała w radzie powiatu żyrardowskiego z rekomendacji Unii Wolności (1998–2002) oraz Platformy Obywatelskiej (2002–2010), będąc jednocześnie przewodniczącą rady powiatu (2002–2008).
W wyborach parlamentarnych w 2007 bez powodzenia startowała do Sejmu z ramienia PO, mandat uzyskała w wyniku jego zrzeczenia się przez posła Andrzeja Nowakowskiego w związku z jego wyborem na urząd prezydenta Płocka w wyborach samorządowych w 2010. W wyborach w 2011 bez powodzenia ubiegała się o reelekcję. Pozostała na stanowisku dyrektora Centrum Kultury. W 2013 została przewodniczącą Platformy Obywatelskiej w powiecie żyrardowskim.
W wyborach europejskich w 2014 bez powodzenia startowała z mazowieckiej listy Platformy Obywatelskiej. 5 czerwca tegoż roku powróciła do Sejmu, obejmując mandat zwolniony przez Julię Piterę. W czerwcu 2014 została zgłoszona przez lokalne struktury partyjne jako kandydatka PO na prezydenta Żyrardowa w wyborach samorządowych w 2014 (nie uzyskała wyboru na ten urząd). W 2015 nie została wybrana na kolejną kadencję Sejmu. W 2017 została dyrektorką Dzielnicowego Ośrodka Kultury na warszawskim Ursynowie. W 2018 bezskutecznie kandydowała na radną województwa z listy Koalicji Obywatelskiej. W wyborach w 2019 i 2023 kandydowała ponownie do Sejmu. W 2024 wybrano ją do rady powiatu VII kadencji, ponownie została przewodniczącą tej instytucji.